# 桑坪镇 (云阳县)
桑坪镇，是中华人民共和国重庆市云阳县下辖的一个乡镇级行政单位。

## 行政区划
桑坪镇下辖以下地区：
桑坪社区、塘塆村、大树村、木南村、泰合村、长坪村、兴梨村、咸池村、团坝村和百柳村。